# Йохан I фон Вестербург
Йохан I фон Вестербург (на немски: Johann I von Westerburg; * 1332, Вестербург; † 11 юни 1370) е господар на Вестербург във Вестервалд.

## Произход
Той е син на Райнхард I фон Вестербург († 1353) и първата му съпруга Берта (Бехте) фон Фалкенщайн († 1342), дъщеря на Филип IV фон Фалкенщайн († сл. 1328) и втората му съпруга Удалхилдис фон Ринек († 1313).
Сестра му Гертруд фон Вестербург († 1397) се омъжва за граф Герхард V фон Диц. Сестра му Аделхайд фон Вестербург († сл. 14 октомври 1367) е омъжена 1349 г. за граф Йохан III фон Сайн († 1409). Полубрат е на Зигфрид († 1404), каноник в Кьолн (1353 – 1404), Хартрад, каноник в Кьолн (1353 – 1387) и Йохан († 1353).

## Фамилия
Йохан I се жени през 1353 г. за графиня Кунигунда фон Сайн (* ок. 1353; † 22 юли 1383), дъщеря на граф Йохан II фон Сайн († сл. 1360) и съпругата му графиня Елизабет фон Юлих († сл. 1389). Тя е сестра на зет му граф Йохан III фон Сайн († 1409). Йохан I и Кунигунда имат децата:
- Райнхард II (1354 – 1421), граф на Вестербург, женен 1373 г. за Катарина фон Насау-Висбаден-Идщайн (1353 – 1403), дъщеря на граф Адолф I фон Насау-Висбаден-Идщайн († 1370)
- Берта фон Вестербург († 1418), омъжена 1374 г. за граф Валрам IV фон Насау-Висбаден-Идщайн (1354 – 1393)
- Йохан II фон Вестербург († 1410), женен 1396 г. за Анастасия фон Лайнинген, дъщеря на граф Емих VI фон Лайнинген-Хартенбург († 1381)